# Silvia Parente
Silvia Parente (Milano, 29 settembre 1969) è una sportiva italiana non vedente dall'età di 3 anni.

## Biografia
Silvia Parente è divenuta cieca all'età di tre anni. Dall'età di 6 anni ha iniziato la sua carriera sportiva imparando a sciare sulle piste di Madonna di Campiglio. Formatasi come programmatrice informatica, ha da sempre coltivato l'attività sportiva, praticando dapprima lo sci alpino in tutte le specialità. Dopo aver conquistato una medaglia di bronzo nel 1994, alle Paralimpiadi di Lillehammer, ha ottenuto quattro medaglie (tre bronzi e un oro) ai Giochi paralimpici di Torino nel 2006, con la guida Lorenzo Migliari. La performance di Torino ha portato alla sciatrice numerosi riconoscimenti, tra i quali il Collare d'Oro al Merito Sportivo, massima onorificenza conferita dal CONI. 
In seguito Silvia Parente si è dedicata all'arrampicata sportiva paralimpica, attività in cui è stata campionessa del mondo nel 2011 e d'Europa nel 2013 e alla vela paralimpica, dove nel 2010 ha ottenuto la medaglia d'oro ai Mondiali per non vedenti formula Homerus (in coppia con l'ex atleta e sciatore paralimpico Luigi Bertanza).

### La Fondazione Per lo Sport Silvia Parente
Silvia Parente, in seguito alla vittoria alle paralimpiadi di Torino 2006, assieme ad un gruppo di amici ha partecipato alla costituzione della prima fondazione per lo sport in Italia, costituita a Bologna il 29 novembre 2006 e riconosciuta come Organizzazione Non Lucrativa di Utilità Sociale (ONLUS) nel 2007.
Obiettivo della fondazione è la promozione dello sport come strumento per l'inclusione sociale di persone con disabilità. Le attività vengono proposte in forma integrata, cioè offrendo l'opportunità alle persone con disabilità di praticare sport assieme ai familiari ed amici.  I programmi della fondazione comprendono l'avvio allo sport paralimpico ed adattato anche in collaborazione con il Comitato Italiano Paralimpico (CIP), l'acquisto di attrezzatura per lo sport adattato, la formazione di guide e accompagnatori di persone con disabilità in Mountain Bike e sulla neve; l'ideazione e mappatura di itinerari ciclabili nella Regione Emilia-Romagna (fruibili in tandem e handbike). 
Dal 2015 la Fondazione per lo sport ha lanciato il progetto Outdoor365 per la pratica di attività sportive outdoor durante tutto l'anno; le attività invernali si svolgono presso il Centro di Sci Adattato del Monte Cimone (MO), presso il quale è stato realizzato nel 2020 il centro accoglienza dedicato all'utenza con disabilità grazie anche ai contributi della Regione Emilia-Romagna e del Comune di Sestola. Alla ex atleta di sci alpino (già parte della squadra Nazionale A di slalom) Barbara Milani è affidato il compito di organizzare e gestire le attività invernali grazie all'intervento dell'Associazione Sportiva Dilettantistica In2theWhite di cui è Presidente.

## Palmarès
- Giochi paralimpici 1994,  Norvegia Lillehammer
  -  Bronzo Slalom speciale B1-2 - 4:09.33
- Giochi paralimpici 2006,  Italia Torino
  -  Bronzo Discesa libera disabili visivi - 1'34"37
  -  Bronzo Super-G disabili visivi - 1'26"79
  -  Oro Slalom gigante disabili visivi - 2'04"51
  -  Bronzo Slalom speciale disabili visivi - 1'41"46

## Onorificenze
- 2006: Ambrogino d'oro conferito dal Comune di Milano;[5]
- Tre volte Medaglia al Valore atletico, conferita dal CONI.[6]